# Боровицы (Весьегонский район)
Боровицы — деревня в Весьегонском муниципальном округе Тверской области.

## География
Деревня находится в северо-восточной части Тверской области на расстоянии приблизительно 22 км на запад-юго-запад по прямой от районного центра города Весьегонск.

## История
Известна с 1647 года как вотчина Ивана Андреевича Коротнева. Дворов было учтено 15 (1889), 24 (1931), 15 (1963), 3 (1993), 1 (2008),. До 2019 года входила в состав Ёгонского сельского поселения до упразднения последнего.

## Население
Численность населения: 89 человек (1889), 106 (1931), 36 (1963), 5 (1993), 42 (русские 93 %) в 2002 году, 17 в 2010, 0 (2017).